# 大谷大学短期大学部
大谷大学短期大学部（おおたにだいがくたんきだいがくぶ、英語: Otani University Junior College）は、京都府京都市北区小山上総町に本部を置いていた日本の私立大学である。1950年に設置され、2021年に廃止された。大学の略称は大谷短大。

## 概観

### 大学全体
- 京都府京都市北区に所在した日本の私立短期大学[1]で、設置主体は学校法人真宗大谷学園[2]であり、浄土真宗の教えに基づいた教育がベースとして大谷大学と同じキャンパスにあった
- 国内で最初に認可された短期大学149校[注 2]の1校として、1950年に1学科80名体制で開学した[3]。
- その後は、学科の増設により最大で3学科体制[4]まで発展したが、時代のニーズの変化に伴い最終的には1学科体制となる。
- 2018年度の入学生を最後に[注 3][注釈 1]、短期大学としての使命を終えた。

### 教育および研究
- 大谷大学短期大学部における教育
  - 仏教科：浄土真宗をベースとして仏教や宗教に関する科目が中心となっていた。｢真宗学｣や｢歎異抄演習｣といった全国の短大でも珍しい科目が開講されていた。
  - 幼児教育保育科：仏教系の大学という特徴を活かして｢仏教保育演習｣といった科目もあった。
- 一般教育科目では「仏教と人間」・「情報リテラシー」・「英語」という科目が全学科必修となっていた。

### 学風および特色
- 大谷大学短期大学部は大学と同様、親鸞の浄土真宗思想に基づいた教育がベースとなっていた。
- 全国の短大でも数少ない仏教科が設置されており、60年近くの歴史があった。
- 仏教・文化といった大学と同類の学科が設置されていたため短大卒業後、同大学へ編入学する学生が毎年少なからずいた。

## 沿革
- 1949年10月 短期大学の設置認可に関する申請を以下の通り行う[5][6][注 4]。
  - 仏教科[注釈 2]
- 1950年
  - 3月14日 左記を以て短期大学の設置が文部省[注 5]より認可される[10]。
    - 仏教科[注釈 2]　

  - 4月1日 左記を以て大谷大学短期大学部が上記の学科体制にて開学する[11][12]。
    - 仏教科[注釈 2]
- 1963年
  - 4月1日 左記を以て以下の学科を増設する[13]。
    - 国文科[注 7]

  - 同 仏教科の入学定員80→40に減員[13][注 8]。
- 1966年
  - 4月1日 左記を以て以下の学科を開設する[16][17]。
    - 幼児教育科[注 9][注 10]
- 1976年
  - 4月1日 左記を以て入学定員を変更する。
    - 仏教科 40[21]→80[22][注 12]
    - 国文科 40[21]→80[22][注 13]
    - 幼児教育科 50[21]→70[22][注 14]
- 1985年
  - 4月1日 左記を以て入学定員を変更する[24]。
    - 仏教科 80[25][26]→120[27][28][注 16]
    - 国文科 80[25][26]→120[27][28][注 17]
- 1992年
  - 2月 左記において行われた一般入学試験で、仏教科の競争率が11.5倍を記録した[注 18]。
  - 4月1日 入学定員を以下の通り変更する。
    - 仏教科 120→80[注 20]
    - 国文科 200→文化学科 300[32][注 21]。
- 2000年
  - 4月1日 左記を以て入学定員を変更する[33][34]。
    - 仏教科 80→50
    - 文化学科 300→170
- 2006年 幼児教育科を幼児教育保育科に改称。文化学科の定員減[35]。
- 2008年 文化学科の学生募集を最終とする。かつ入学定員50に減員[36]。
- 2009年 入学定員を以下の通り変更する[37]。
  - 仏教科 50→40
  - 幼児教育保育科 100→80
- 201X年 仏教科の入学定員40→20に減員。
- 2017年 仏教科[注 22]の学生募集を最終とする。
- 2018年 短期大学としての学生募集をこの年度で最終とする[注釈 1]。
- 2019年 仏教科が廃止される。
- 2021年 廃止[40]。

## 基礎データ

### 所在地
- 京都府京都市北区小山上総町

### 象徴
- 大谷大学短期大学部のカレッジマークは大学と同じものが用いられていた。

## 教育および研究

### 組織

#### 学科
- 仏教科[注釈 3]
- 国文科→文化学科[注釈 4]世界における文化について学ぶ学科となっていた。日本文学や日本文化など旧来の国文科に設置されていた科目が一部残っていた。
- 幼児教育科→幼児教育保育科

#### 専攻科
- なし

#### 別科
- なし

##### 取得資格について
資格
- 保育士：幼児教育保育科[注 24]
- 司書：文化学科で取得可能であった。

教職課程
- 幼稚園教諭二種免許状が幼児教育保育学科にて設置されていた。
- かつては、中学校教諭二種免許状の課程も設けられていた。
  - 国語：1999年度までの入学生を対象に、文化学科にて設置されていた。
  - 宗教：かつて仏教科にて設置されていた。
- 当初は中学校教諭ほか高等学校教諭免許状（国語）（宗教）の教職課程を仏教科に併設[42]。のちに宗教科のみとなる[43]。

#### 附属機関
- 図書館ほか

## 学生生活

### 部活動・クラブ活動・サークル活動
- 大谷大学短期大学部のクラブ活動は、大学と合同で行われている。年度にもよるが、体育系よりも文化系（社会系）のクラブに所属する学生の方が多い傾向にあった。

### 学園祭
- 大谷大学短期大学部の学園祭は大学と合同で、毎年概ね11月に実施されていた。

## 大学関係者と組織

### 大学関係者組織
- 大谷大学同窓会がある。無論、短期大学部も含まれる。

### 大学関係者一覧

#### 大学関係者
- 山口益：初代学長
- 木村宣彰：最終学長

#### 出身者
- 夛川王彦 - 作曲家

## 施設
- ほとんど全てが大学と共同で使用されていた。

## 対外関係

### 姉妹校
- 京都光華女子大学短期大学部
- 大阪大谷大学短期大学部
- 名古屋造形芸術大学短期大学部
- 愛知新城大谷大学短期大学部
- 愛知文教女子短期大学
- 飯田女子短期大学
- 函館大谷短期大学
- 札幌大谷短期大学
- 帯広大谷短期大学
- 九州大谷短期大学

### 系列校
- 大谷大学

## 卒業後の進路について

### 編入学・進学実績
- 全学科含めて、大谷大学へ編入学する人が多かった。